# De Maasgouw (tijdschrift)

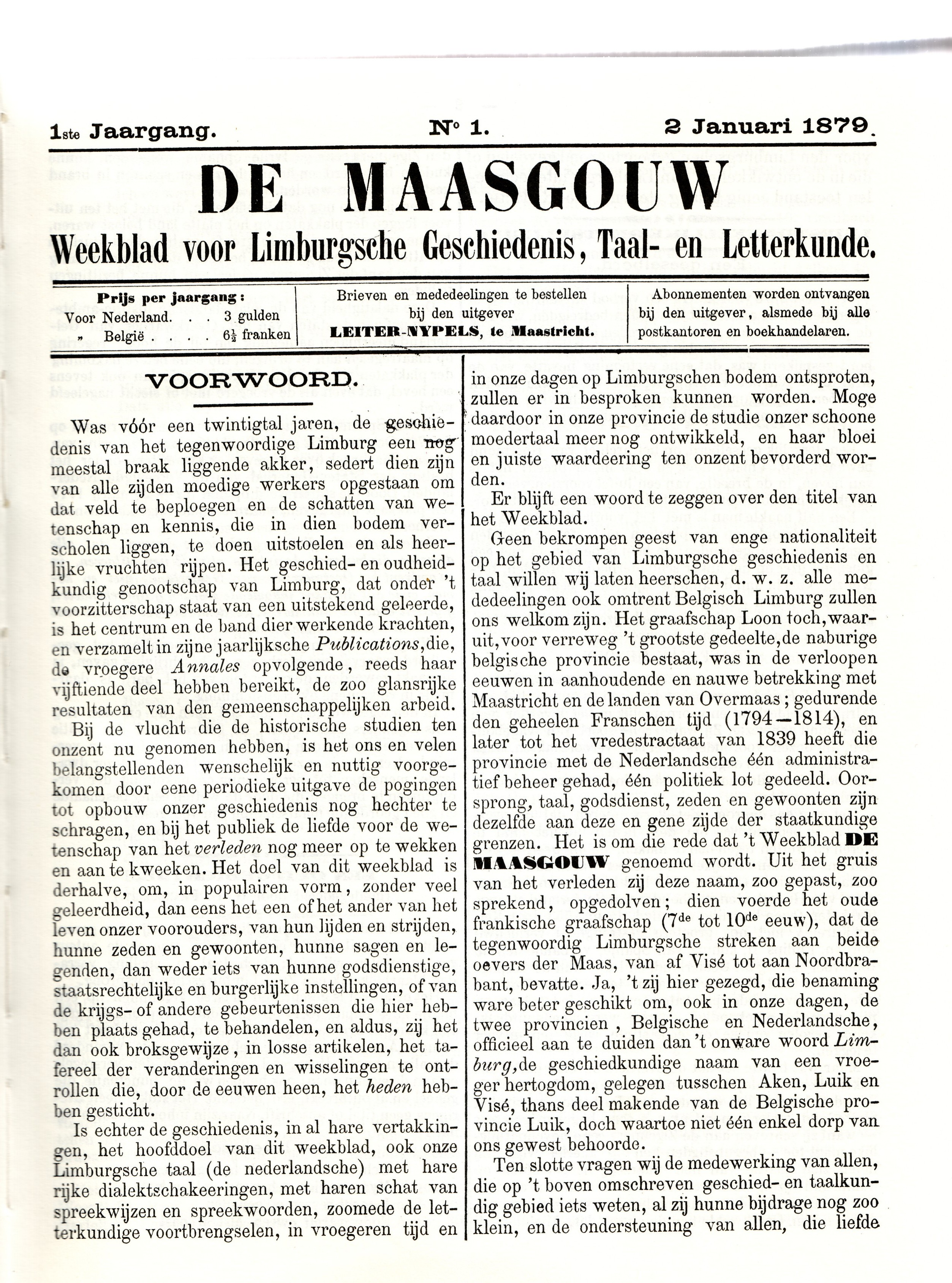
De Maasgouw, jaargang 1, nr. 1

De Maasgouw is een tijdschrift over geschiedenis en archeologie van Limburg, uitgegeven door Limburgs Geschied- en Oudheidkundig Genootschap (LGOG). De titel is ontleend aan een historische benaming voor het Limburgse Maasland, de Maasgouw.
Het blad verscheen voor het eerst op 2 januari 1879 als De Maasgouw. Weekblad voor Limburgsche Geschiedenis, Taal- en Letterkunde, uitgegeven door Leiter-Nypels in Maastricht.
In de jaren 1879-1881 was het een weekblad, in de periode 1882-1903 verscheen het om de twee weken en in de periode 1904-1922 was het een maandblad. Vanaf 1923 verscheen het tweemaandelijks. Na de oorlog is dit nog teruggebracht tot viermaal per jaar .
Het tijdschrift c.q. verenigingsblad kent tegenwoordig een viertal hoofdaandachtspunten:
- Korte historische bijdragen
- Limburgs Historisch Actueel
- 'Samen de geschiedenis van Limburg ontdekken', met verenigingsnieuws
- Activiteitenagenda LGOG.

Sinds 2021 zijn de rubrieken met LGOG-verenigingsnieuws en de activiteitenagenda komen te vervallen, omdat die in de digitale LGOG nieuwsbrief aan de orde komen.
De jaargangen 1 (1879) - (1940) staan gedigitaliseerd op Delpher. Bij sommige oudere jaargangen ontbreken afleveringen; het totale bestand telt 1086 afleveringen, maar is niet 100% compleet. Ook zijn de nummers van de jaargangen begin twintigste eeuw deels herhaald of verwisseld met andere gegevens, zodat alleen het jaartal als leidraad fungeert.